# Albert Agarunov
Albert Agarunovich Agarunov (en azerí: Albert Aqarunoviç Aqarunov) – héroe nacional de Azerbaiyán de origen judío; combatiente de la guerra de Karabaj.

## Vida

### Primeros años

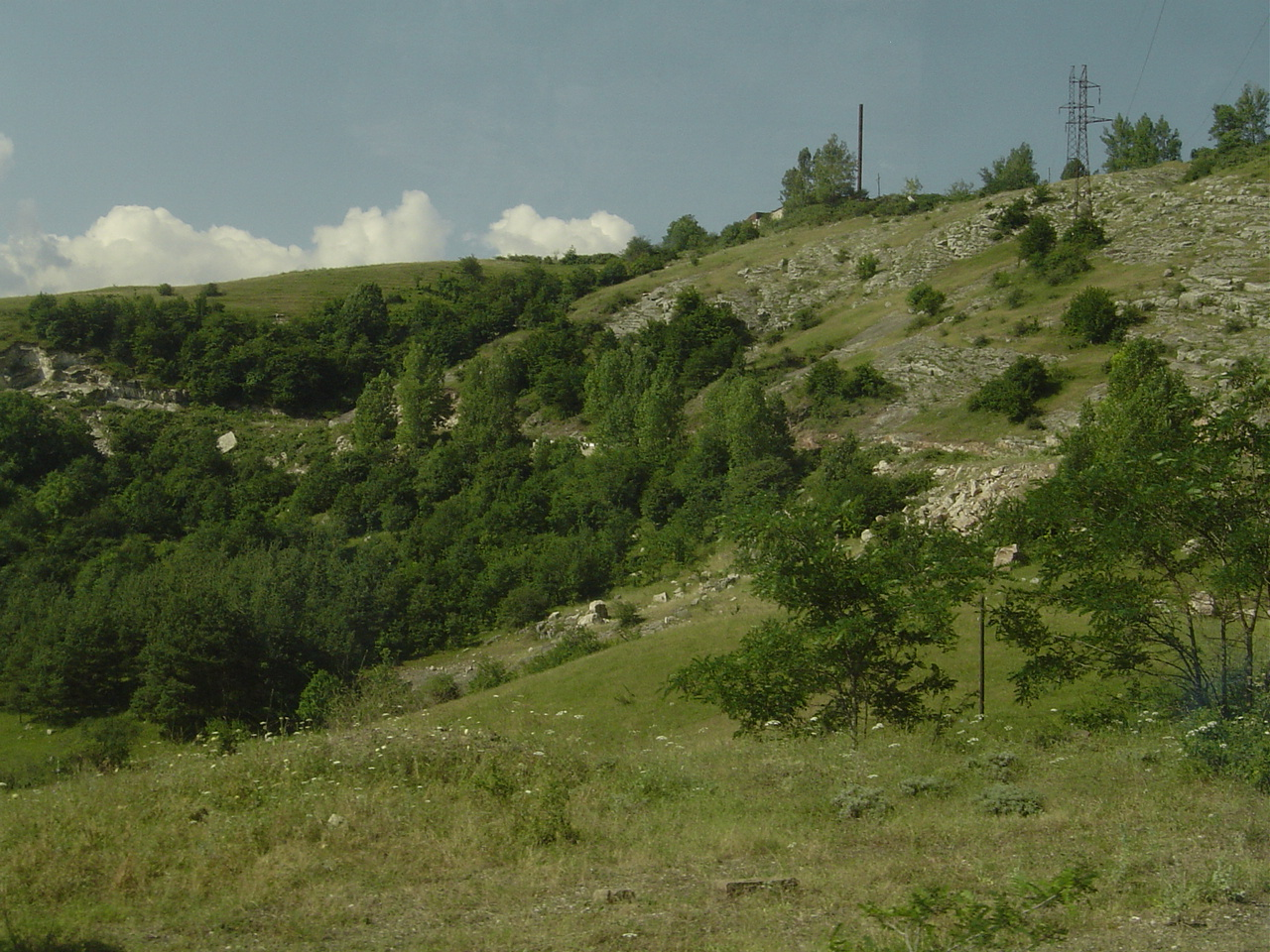
El camino hacia Shusha donde tuvo lugar el encuentro entre los tanques de Avsharian y Agarunov.

Asif Agarunovich Agarunov nació en una familia judío en el pueblo Amiryán de Bakú, el de 25 de abril de 1969. Desde muy temprana edad estaba interesado en música. Se graduó de la escuela de música, clase de instrumento de viento trompeta. Tras acabar el octavo grado en la escuela de n.º 154 en distrito de Surajani, estudió la especialidad de conductor-mecánico en la Escuela Taller y las Casas de Oficios.
Hasta ir al servicio militar trabajaba y ayudaba a su familia. En 1987 Agarunov se fue a cumplir el servicio militar en Georgia y durante su servicio militar fue nombrado comandante de tanque. Después de eximirse del servicio militar se regresó a Bakú y empezó a trabajar en la fábrica maquinaría en Surajani.

### Guerra de Karabakh y la participación en batallas
Cuando estalló la guerra, Aragunov vino a casa y afirmó a su familia de su decisión de ir a la frontera voluntariamente, esta noticia dejó sorprendido a sus familiares. No todos los miembros de su familia estaban de acuerdo su decisión. La familia no quería que él pusiera su vida en riesgo siendo tan joven e intentaron cambiar su opinión de distintas maneras, pero al fin y al cabo Aragunov se fue a la guerra. 
Aragunov - nombrado comandante de tanque, combatió en el batallón de operaciones especiales 777 bajo la dirección de Elchin Mammadov en Şuşa. En mayo de 1992, al primer tanque que tenía que entrar en Shusha fue conferido la bandera de “honor” de Armenia con el fin de alzarla en Şuşa. El comandante de este tanque era el tanquista armenio Gagik Avsharyan. Pero el tanque 442 de Avsharyan fue derribado por el tanque 533 de Albert Agarunov en el momento de realizar su intento de entrar en Şuşa.
El comandante del tanque Gagik Avsharyan, conductor-mecánico Ashot Avanesyan y tirador-artillero Shehen Sarkisyan se aniquilaron por único y último disparo en la cabina del tanque. Los armenios después de la Primera Guerra de Karabakh repararon, pintaron de color verde, escribieron su número 442 con el color blanco sobre el cuerpo del tanque T-72 de Avsharyan y lo pusieron en la cima de la colina con el cañón apuntado hacia Şuşa.

### El fallecimiento
Agarunov fue abatido con una bala del francotirador y sucumbió en el sitio de combate en las batallas por Şuşa, el 8 de mayo de 1992. Según las palabras del comandante Hayi Azimov al cambiar la posición Agarunov ve los cuerpos de los soldados mártires justo delante de su tanque y sale de la máquina de batalla con el fin de mudarlos a otro lugar. Primero da instrucciones al mecánico para que gire el tanque en correcta dirección. 
Luego corre hacia los mártires fallecidos y al mover los cuerpos se dispara con una bala del francotirador. En las funerales de Albert Agarunov el molá y el rabino rezaban oraciones al mismo tiempo. Él fue enterrado en el Callejón de los Mártires en Bakú.

### Galardones y condecoraciones
Según el edicto 833 de 7 de junio de 1992 del presidente de República de Azerbaiyán, a Agarunov Albert Agarunovich se le fue concedido la condecoración de Héroe Nacional de Azerbaiyán a título póstumo.
- 1992 —  Héroe Nacional de Azerbaiyán.
- 2016 —  Orden de Aslanov.